# Sự kiện UFO Nash–Fortenberry
Sự kiện UFO Nash-Fortenberry là một vụ nhìn thấy vật thể bay không xác định xảy ra vào ngày 14 tháng 7 năm 1952, khi hai phi công thương mại (William B. Nash và William H. Fortenberry) tuyên bố tận mặt chứng kiến tám UFO bay theo hình bậc thang khít khao trên Vịnh Chesapeake tại bang Virginia, Mỹ.

## Diễn biến
Buôi tối ngày 14 tháng 7 năm 1952 lúc 8 giờ 12 phút, hai phi công lái chiếc máy bay DC-4 của hãng Pan American World Airways, cơ trưởng William Nash và cơ phó William Fortenberry, trên đường bay chặng New York-Miami, khi họ đang ở Virginia, đã nhìn thấy một thứ ánh sáng đỏ tươi từ phía tây. Ngay sau đó, ánh sáng tách thành sáu phần hình đĩa, màu cam sáng với phần trên màu đỏ. Sáu vật thể chuyển động nhanh chóng theo đội hình; Theo ước tính của các phi công, đường kính của chúng khoảng 30 mét và độ dày khoảng 4 mét. Các vật thể rơi xuống dưới báy bay và sau đó lại vọt lên. Đột nhiên có thêm hai đối tượng, từ bên dưới, gia nhập đội hình. Độ sáng của các vật thể giảm dần và chúng bắt đầu nhấp nháy, sau đó xoay vòng và biến mất nhanh chóng trong 12-15 giây. Máy bay hạ cánh xuống Miami ngay sau nửa đêm và các phi công báo cáo về việc nhìn thấy vật thể lạ. Giới chức trách quân sự đã kịp thời thông báo rằng có năm máy bay phản lực trong khu vực nhìn thấy, nhưng các phi công phản đối rằng chúng chắc chắn không phải là máy bay.
Hôm sau vào lúc 7 giờ sáng, một sĩ quan Không quân Mỹ gọi điện để hẹn các phi công vào sáng cùng ngày. Thiếu tá John H. Sharpe đến sân bay cùng với bốn sĩ quan; Nash và Fortenberry đã bị thẩm vấn riêng. Vào cuối buổi phỏng vấn, các phi công được thông báo rằng bảy nhân chứng khác kể lại chính mắt họ nhìn thấy một số ánh sáng trên bầu trời từ mặt đất cùng lúc với trường hợp mà họ vừa chứng kiến. Các báo cáo thẩm vấn được gửi đến giới quản lý của Dự án Blue Book, cùng với một bản báo cáo khí tượng hoàn chỉnh về khu vực bị ảnh hưởng bởi kế hoạch bay của máy bay. Các điều tra viên thuộc Dự án Blue Book, sau khi xem xét số tài liệu trên và loại bỏ giả thuyết rằng ánh sáng của năm máy bay quân sự có mặt trong khu vực chịu trách nhiệm vụ việc, đã phân loại trường hợp này là "không giải thích được".

## Giải thích
Donald Howard Menzel trong quyển sách The World of Flying Saucers (1963) đã gợi ý một số cách giải thích theo chủ nghĩa tự nhiên. Ông cho rằng các phi công có thể đã nhìn thấy ánh sáng trên mặt đất bị sương mù làm biến dạng. Sau đó, ông gợi ý rằng họ có thể đã nhìn thấy những con đom đóm bị mắc kẹt giữa các tấm kính trong cửa sổ buồng lái của họ.
Nhà nghiên cứu hoài nghi Steuart Campbell cho rằng việc phi công nhìn thấy UFO chỉ đơn thuần là ảo ảnh của Sao Kim mà thôi.

## Tranh cãi
Lời giải thích của Menzel gây ra khá nhiều tranh cãi sôi nổi trong giới nghiên cứu UFO, nhất là Nash vì anh ta và đồng nghiệp của mình đã quen thuộc với máy chiếu tìm kiếm và ánh sáng của chúng và do đó tin rằng họ đã không quan sát thấy phản xạ nào cả. Charles A. Maney, nhà vật lý học và nhà UFO học tại NICAP, trong một cuộc trao đổi thư từ với Menzel đã đặt câu hỏi về tính hợp lý của giả thuyết này. Đặc biệt, Maney lưu ý rằng nếu đèn rọi được đặt ở phía trước máy bay, như Menzel giả định, vật thể ở phần đầu của đội hình phải xuất hiện cao hơn. Hơn nữa, giả thuyết này không giải thích được lý do tại sao hai vật thể khác lại xuất phát từ dưới máy bay và chạm tới sáu vật thể kia trước khi chúng biến mất.
James E. McDonald, giáo sư môn khí tượng học, nói rằng giả thuyết của Menzel không thể giải thích được màu sắc của các vật thể (màu cam-hổ phách với phần trên màu đỏ) hoặc chuyển động nhanh và đột ngột của chúng, với sự thay đổi đột ngột của độ cao. Theo McDonald, trường hợp này không thể được giải thích ngay cả với thiên thạch hay sấm sét, do đó nó phải được coi là "ẩn số".
Đối với nhà UFO học Ronald Story, lời giải thích của Menzel không phù hợp nếu không đưa ra giả thuyết về việc sử dụng một máy chiếu đặc biệt như máy chiếu laser, nhưng điều này là không thể vì tia laser đầu tiên được chế tạo vào năm 1960. Ngay cả nhà UFO học theo hướng hoài nghi Larry Robinson, một nhà nghiên cứu tại Đại học Indiana, cũng thừa nhận rằng giả thuyết của Menzel không giải thích được một số chi tiết của sự kiện này.
Frank B. Salisbury, một nhà nghiên cứu và nhà UFO học tại Đại học Tiểu bang Utah, nói rằng rất khó để hòa hợp một số chi tiết của vụ chứng kiến với giả thuyết của Menzel, nhưng chỉ ra rằng thời gian quan sát rất ngắn đặt ra vấn đề về độ chính xác tuyệt đối chi tiết của báo cáo do các phi công thực hiện. Salisbury tự hỏi liệu một số khía cạnh nhất định được các nhân chứng thuật lại có chính xác với ký ức của họ về những gì đã xảy ra không hoặc liệu chúng có xuất hiện sau đó từ cuộc thảo luận về vụ chứng kiến và được phóng đại hay không. Hơn nữa, tốc độ ước tính từ 9.000 đến 18.000 km/h và các chuyển động với sự thay đổi hướng tức thời, được thực hiện ở độ cao khoảng 600 mét trong một lớp dày đặc của khí quyển, là cực kỳ khó phù hợp với kiến thức hiện tại của nhân loại về vũ trụ. Điều này có thể thực hiện được đối với hình ảnh ánh sáng, nhưng làm thế nào những hình ảnh này có thể thực hiện một số thao tác khác do phi công báo cáo? Salisbury kết luận rằng trường hợp này đưa ra những vấn đề khó giải quyết nhằm khiến mọi người hài lòng.